# Masegoso (Albacete)
Masegoso es un municipio y localidad española de la provincia de Albacete, en la comunidad autónoma de Castilla-La Mancha. El término municipal, ubicado en la comarca de la sierra de Alcaraz, comprende las pedanías de Cilleruelo, Ituero y Peñarrubia y cuenta con una población de 116 habitantes (INE 2024).

## Geografía
La localidad se encuentra a unos 60 km de la capital provincial. Situado al sureste de la península ibérica. En el siglo XIX se menciona cómo «en todas direcciones se encuentran montes poblados de encinas».

## Historia
A mediados del siglo XIX, el lugar contaba con una población censada de 1020 habitantes. La localidad aparece descrita en el undécimo volumen del Diccionario geográfico-estadístico-histórico de España y sus posesiones de Ultramar de Pascual Madoz de la siguiente manera:

MASEGOSO: v. con ayunt. en la prov. y aud. terr. de Albacete (9 leg.), part. jud. de Alcaráz (3), c. g. de Valencia (36), dióc. de Toledo (30): sit. entre llano y cuesta, con libre ventilacion; las enfermedades mas comunes son dolores de costado y carbunclos: tiene 100 casas, escuela de instruccion primaria frecuentada por 30 alumnos á cargo de un maestro dotado con 1,000 rs., una igl. parr. (San Benito), aneja de la de San Miguel de Alcaráz, cuyo cura nombra, con aprobacion del ordinario, un teniente para el servicio de aquella. térm.: confina N. Alcaráz; E. Casa de Lázaro; S. Paterna, y O. Lezuza; dentro de él se encuentran varias fuentes de buenas aguas y las ald. de Cilleruelo con 70 casas y una ermita (el Sto. Cristo), Huero con 30 casas y Peñarrubia con 20: el terreno en su mayor parte, es escabroso, frio y de mediana calidad; le baña un arroyo que brota en el térm.; en todas direcciones se encuentran montes poblados de encinas. caminos: los que dirijen á los pueblos limítrofes, todos en malísimo estado. correo: se recibe y despacha en Alcaráz por un balijero. prod.: cereales, patatas, leñas de combustible y yerbas de pasto con las que se mantiene ganado lanar y cabrio, y las yuntas necesarias para la agricultura; hay caza de perdices. ind.: la agrícola y 2 molinos harineros. comercio: esportacion de frutos sobrantes, ganado y lana é importacion de los art. de consumo que faltan. pobl.: 233 vec., 1,020 alm. cap. prod.: 2.443,633 rs. imp.: 111,381. contr.: 12,727. presupuesto municipal: 10,000, se cubre con los fondos de propios.
(Madoz, 1848, pp. 282-283)

## Geografía humana

### Demografía
Cuenta con una población de 116 habitantes (INE 2024).
| Gráfica de evolución demográfica de Masegoso entre 1842 y 2021                                                        |
| |
| Población de derecho según los censos de población del INE. Población de hecho según los censos de población del INE. |

### Comunicaciones
Se accede al municipio por la carretera de San Pedro y Casas de Lázaro o por un desvío de la de Alcaraz.

## Turismo
En su término municipal se encuentra la laguna del Arquillo, monumento natural de Castilla-La Mancha, con una superficie de 522 hectáreas y con superficie periférica de 3757 hectáreas.
Está situado en un entorno de encinares y campos de cereales, en tierras altas de clima continental y de fauna ibérica como ciervos y cabras montesas.
Por el municipio transcurría el río Masegoso que actualmente se encuentra sin caudal de agua. Se desconocen las circunstancias de por qué este emblemático río de Albacete dejó de abastecer a la fauna y flora de la zona con el gran caudal de agua que acumulaba, nadie entiende esta medida y los afectados siguen esperando que se reacondicione el arroyo.

## Fiestas
Las fiestas populares se centran en mayo para San Isidro y en octubre para la festividad de la Virgen del Rosario. En este último festejo se lleva la imagen de la Virgen desde Masegoso a la pedanía de Ituero en una romería formada en su mayoría por las personas de ambos pueblos. A mitad del camino, se obsequia a los presentes con una merienda entre romeros y chaparros en la que sus gentes cantan vítores a la Virgen y piden por la siembra del año que comienza.